# Stadion Hang Jebat
Stadion Hang Jebat – wielofunkcyjny stadion w Malakce, w Malezji. Został otwarty w 2004 roku. Może pomieścić 40 000 widzów. Swoje spotkania rozgrywa na nim drużyna Melaka FA, która przed jego otwarciem grała na stadionie Hang Tuah.